# Kevin Woo
Kevin Woo (coréen : 케빈우), né Woo Sung-hyun (coréen : 우성현, le 25 novembre 1991) est un chanteur, acteur et animateur de télévision américano-coréen, principalement actif en Corée du Sud. 
Il est surtout connu pour avoir été membre du boys band sud-coréen U-Kiss de 2008 à 2017. Il a été co-animateur aux côtés de Jimin Park et Jae de Day6 du talk-show de K-pop After School Club, qui est présenté en anglais afin de faire appel aux fans de K-pop internationaux.

## Biographie

### Jeunesse
Kevin est né et a grandi dans la ville de Danville (Californie), aux États-Unis, où il a vécu avec ses parents et sa sœur aînée Deanna. Il a participé à des auditions au cours d'un voyage en Corée du Sud et il a été retenu. Lorsqu'il avait 15 ans, il a décidé de partir vivre en Corée du Sud avec sa mère, afin de poursuivre son rêve.

### Carrière
En 2008, il intègre le groupe U-Kiss composé de 5 autres membres : Soohyun, Alexander, Eli, Kibum et Dongho.
En juillet 2016, Kevin fait ses débuts en solo au Japon avec deux singles, Make Me et Out Of My Life.
En mars 2017, il annonce son départ de U-Kiss et souhaite continuer une carrière en solo. Il continue son parcours en intégrant diverses comédies musicales :
- En mai 2017, Woo joue dans la comédie musicale Maybe Happy Ending avec le chanteur S7VEN.
- En septembre 2017, il intègre le casting de la comédie musicale ALTAR BOYZ aux côtés de Chansung de 2PM, Takuya de Cross Gene et Seyoung de MYNAME.

En avril 2018, il annonce son départ de l'émission After School Club qu'il animait depuis 5 ans. Depuis son départ, il poursuit une carrière de chanteur principalement au Japon.

## Discographie

### Singles
| Titre                              | Année    | Meilleure position | Ventes                 |
| Titre                              | Année    | JPN                | Ventes                 |
| Japonais                           | Japonais | Japonais           | Japonais               |
| ---------------------------------- | -------- | ------------------ | ---------------------- |
| "Make me/Out of my life" (faet. K) | 2016     | 7                  | - JPN : plus de 15 506 |

## Filmographie

### Séries télévisés
| Année | Titre            | Chaîne       | Rôle                  | Note(s)                    |
| ----- | ---------------- | ------------ | --------------------- | -------------------------- |
| 2010  | I Am Legend      | SBS          | Membre du groupe Kiss | Rôle secondaire            |
| 2015  | About Love       | NaverTV Cast | Kevin                 | Web-drama ; rôle principal |
| 2015  | Let's Eat 2      | tvN          | Lui-même              | Caméo                      |
| 2016  | One and Only You | Chosun TV    | Hong Suk              | Rôle principal             |

### Émissions télévisées
| Année       | Titre             | Chaîne     | Rôle         | Note(s) |
| ----------- | ----------------- | ---------- | ------------ | ------- |
| 2010        | The M-Wave        | Arirang TV | Invité       |         |
| 2011        | US MCountdown     | Mnet       | Invité       |         |
| 2013 - 2018 | After School Club | Arirang TV | Co-animateur |         |

### Comédies musicales
| Année | Titre         | Rôle | Note(s) |
| ----- | ------------- | ---- | ------- |
| 2011  | On Air Live   |      |         |
| 2013  | Summer Snow   |      |         |
| 2014  | On Air Live 2 |      |         |